# Учебный комитет Русской православной церкви
Уче́бный комите́т — синодальное учреждение Русской Православной Церкви. Осуществляет общее руководство и координацию деятельности духовных школ, оказывает им методическую помощь, а также вместе с правящими архиереями исполняет административные функции (участие в назначении руководства духовных школ, контроль за учебным процессом, распределение выпускников и т. д.). Учебный комитет проводит семинары преподавателей духовных школ по отдельным дисциплинам, осуществляет сотрудничество со светскими учреждениями и организациями.

## История
По представлению обер-прокурора графа Д. А. Толстого император Александр II подписал указ об упразднении Духовно-учебного управления и создании вместо него Учебного комитета при Святейшем Синоде. «Положение об Учебном комитете» было утверждено императором 14 мая 1867 года.
В задачи Учебного комитета входили обсуждения подлежащих разрешению главного духовного управления вопросов по учебно-педагогической части и для наблюдения, посредством ревизии, за состоянием сей части в духовно-учебных заведениях. Председателем учебного комитета было лицо, имеющее духовный сан. Постоянными членами были как духовные лица, избираемые по непосредственному усмотрению Святейшего Синода, так и светские лица, утверждаемые Святейшим Синодом по предложению обер-прокурора Святейшего Синода. Из числа последних некоторые посылались на ревизии духовно-учебных заведений. Учебный комитет разрешения Святейшего Синода объявлял конкурсы на составление лучших учебных руководств и других произведений письменности на пользу духовного просвещения и присуждал за них Макарьевские премии. В связи с массовым закрытием духовных учебных заведений сразу после революции 1917 года, Учебный комитет также был расформирован.
В своем нынешнем виде Учебный комитет был создан 4 апреля 1946 года, в один день с Отделом внешних церковных сношений.
В 2010 году ведомству были переданы помещения в Андреевском монастыре города Москвы, и в 2014 году, после капитального ремонта, Учебный комитет начал работу на новом месте.
2 октября 2013 года Священный Синод утвердил устав Учебного Комитета.
28 декабря 2018 года Священный Синод «с целью повышения эффективности деятельности Синодальной библиотеки имени Святейшего Патриарха Алексия II и использования ее потенциала в сфере духовного образования» приписал Синодальную библиотеку к Учебному комитету Русской Православной Церкви.

## Руководство
- Председатель: протоиерей Максим Козлов
- Первый заместитель председателя: протоиерей Михаил Вахрушев

## Председатели
- протоиерей Иосиф Васильев (1867 — 27 декабря 1881 (8 января 1882))
- протоиерей Алексий Парвов (22 января (3 февраля) 1883 — 25 сентября (7 октября) 1897)
- протоиерей Пётр Смирнов (4 (16) октября 1897 — 8 (21) декабря 1905)
- епископ Арсений (Стадницкий) (14 (27) января 1906 — 7 (20) сентября 1907)
- протоиерей Димитрий Беликов (7 (20) сентября 1907 — 9 (22) ноября 1913)
- архиепископ Сергий (Страгородский) (9 (22) ноября 1913 — апрель 1917)
- протоиерей Константин Аггеев (апрель 1917—1918)
- митрополит Григорий (Чуков) (4 апреля 1946 — 5 ноября 1955)
- протопресвитер Николай Колчицкий (9 февраля 1956—1960)
- протоиерей Константин Ружицкий (апрель 1960 — 18 ноября 1964)
- митрополит Алексий (Ридигер) (7 мая 1965 — 16 сентября 1986)
- архиепископ Александр (Тимофеев) (16 сентября 1986 — 12 августа 1992)
- архиепископ Евгений (Решетников) (28 февраля 1994 — 14 июля 2018) до 18 июля 1998 — исполняющий обязанности
- протоиерей Максим Козлов (с 14 июля 2018 года)